# Warminster
Warminster ist ein Ort in der Grafschaft Wiltshire im Südwesten von Großbritannien, etwa 120 Kilometer südwestlich der Hauptstadt London. Durch die Stadt fließt der Fluss Were. Warminster hatte 2011 etwa 17.000 Einwohner. Bürgermeister ist derzeit Andrew Davis. In Warminster gibt es ein großes Schulinternat, die Warminster School, die international ausgerichtet ist.
Warminster ist aufgrund seiner Lage in der Natur als Touristenziel sehr beliebt. Es gibt viele Freizeitangebote für Touristen sowie Hotels, Bauernhöfe und Bars. Der Ort wird im Süden von der Umgehungsstraße A36 umfahren.
Östlich von Warminster liegt das Hillfort Battlesbury Camp.

## Persönlichkeiten

### Söhne und Töchter der Stadt
- Andy Sheppard (* 1957), Jazzsaxophonist

### Mit der Stadt verbundene Persönlichkeiten
- Freddie Bartholomew (1924–1992), Kinderdarsteller sowie späterer Fernsehregisseur und -produzent